# واين جودوين
واين جودوين (بالإنجليزية: Wayne Godwin)‏ هو لاعب دوري الرغبي بريطاني، ولد في 13 مارس 1982 في Pontefract ‏ في المملكة المتحدة.